# Jože Ajdišek
Jože Ajdišek, slovenski veteran vojne za Slovenijo, * 10. oktober 1954, Novo mesto.
Med slovensko osamosvojitveno vojno je bil član Republiške koordinacije, sicer pa med osamosvojitveno vojno načelnik Inšpektorata milice na tedanji UNZ Kranj.

## Odlikovanja in nagrade
Leta 1992 je prejel častni znak svobode Republike Slovenije z naslednjo utemeljitvijo: »za izjemne zasluge pri obrambi svobode in uveljavljanju suverenosti Republike Slovenije«.